# KFUM-Spejderne i Danmark
KFUM-Spejderne i Danmark er Danmarks næststørste spejderkorps og havde ved udgangen af 2023 25.275 medlemmer fordelt på mere end 450 grupper. Korpset består af både drenge og piger, der kendes på deres grønne uniformer og røde tørklæder. Spejderaktiviteterne ledes af frivillige, ulønnede ledere. Organisationen arbejder for at udvikle børn og unge til selvstændige, ærlige, demokratiske og ansvarlige voksne, der har respekt for deres omverden og naturen.
KFUM-Spejderne blev stiftet i 1910 og var frem til 1969 tilknyttet det civile KFUM.
Nationalt er KFUM-Spejderne medlem af ’Spejderne’, der er en børne- og ungdomsbevægelse med over 70.000 medlemmer fra de fem spejderkorps KFUM-Spejderne, De grønne pigespejdere, Det Danske Spejderkorps, Danske Baptisters Spejderkorps og Dansk Spejderkorps Sydslesvig. Det fælles formål for 'Spejderne’ er: ’Sammen gør spejderne børn og unge beredte til livet gennem fællesskab, friluftsliv og udfordringer.’ KFUM-Spejderne er også medlem af Dansk Ungdoms Fællesråd, der er en paraply- og interesseorganisation for idébestemte og samfundsengagerende børne- og ungdomsorganisationer, der arbejder for at fremme demokratiske fællesskaber for børn og unge i foreningslivet.
Internationalt er KFUM-Spejderne i Danmark medlem af spejderbevægelsens verdensorganisation The World Organization of The Scout Movement (WOSM).

## Formål
Fra og med KFUM-Spejderne i Danmarks Landsmøde i september 2024 har organisationens formål lydt: 
| Citat                     | KFUM-Spejderne i Danmark er en børne- og ungdomsorganisation, der bidrager til at udvikle spejderne til hele mennesker, som tager ansvar for sig selv, andre, naturen og samfundet. Dette sker i forpligtende fællesskaber og i overensstemmelse med organisationens kristne ståsted samt den internationale spejderbevægelses idé. | Citat |
| KFUM-Spejdernes vedtægter | |       |

Før da lød formålet: 
| Citat | KFUM-Spejderne i Danmark er et folkekirkeligt arbejde, hvis formål er at lade børn og unge møde det kristne evangelium og oplære dem til selvstændighed, medansvar, demokratisk livsholdning og mellemfolkelig forståelse i overensstemmelse med den internationale spejderbevægelses idé. | Citat |
| ibid  | |       |

## Kendetegn
KFUM-Spejderne har tre unikke kendetegn: Deres navn, korpsmærke og uniformen.

### Navnet "KFUM-Spejderne"
KFUM-Spejderne i Danmark har tager deres navn fra det civile KFUM, som korpset udsprang fra. Selvom korpset ikke har haft en formel tilknytning til KFUM siden 1969, er navnet fortsat bibeholdt. KFUM er et akronym for (står for) Kristelig Forening for Unge Mænd, men i dag bliver KFUM ofte fortolket som "Kristelig Forening for Unge Mennesker".

### Korpsmærket
KFUM-Spejdernes korpsmærke var tidligere en lysegrøn fransk lilje ’Spejderliljen’ ovenpå en rød trekant. Bundfarven i mærket var mørkegrønt. Den franske lilje blev valgt af spejderbevægelsens stifter Robert Baden-Powell som verdensspejdermærke. Liljen har spidsen opad for at symbolisere, at spejderne stræber mod noget højere. Trekanten har korpset fælles med KFUM og KFUK.
KFUM-Spejdernes nuværende korpsmærke er en stiliseret gengivelse af de første korpsmærker. I det nuværende mærke er det negative rum vissengrønt, lysegrønt og rødt på en mørkegrøn baggrund. Mærket er formet som en trekant med bløde hjørner, hvilket er en reference til korpsets historiske rødder i KFUM. Symbolikken med den opadpegene lilje er bevaret i form af den midterste røde streg i korpsmærket.

### Uniformen
KFUM-Spejdere kendes som mange andre spejdere på, at de bærer uniform og tørklæde. Spejderuniformen bruges blandt andet for at symbolisere, at spejderne er en del af et større fællesskab, der bærer en uniform magen til. Hos KFUM-Spejderne består uniformen af en mørkegrøn skjorte og et rødt tørklæde.

## Spejdermetoden
KFUM-spejderne har otte grundlæggende principper for spejderarbejdet. Samlet set bliver det kaldt spejdermetoden.
De otte principper er kort præsenteret nedenfor:
1. Learning by doing Spejderarbejdet tilrettelægges, så spejderne lærer gennem egne erfaringer, fejl og succeser. Learning by doing handler om både at prøve tingene i praksis og gøre sig refleksioner over det, man har prøvet.
2. Patruljesystemet Patruljen er et af de mest bærende principper for spejderarbejdet, hvor den enkelte spejder udvikler sig gennem samspil med og i fællesskabet med andre. En patrulje består af fem-otte spejdere, der arbejder sammen i en længere periode.
3. Mødet mellem børn og voksne Spejderarbejde drives af og for børn og unge støttet af voksne. I spejderarbejdet er der fokus på betydningen af, at børn og unge møder voksne, der er deres voksenrolle bevidst samtidig med, at de voksne er parat til at deltage på lige fod med spejderne i forskellige aktiviteter.
4. Det fremadskridende program I tilrettelæggelsen af spejderarbejdet har lederen fokus på, at spejderne indgår i aktiviteter, der giver dem passende udfordringer i forhold til, hvad de allerede har prøvet og kan.
5. Livet i naturen I spejderarbejdet bliver naturen brugt som en platform i forhold til at spejderne får mulighed for at møde udfordringer, som de ikke nødvendigvis er vant til i dagligdagen. Samtidig værner spejderne om naturen og yder dermed et lille bidrag til at beskytte miljøet og en bæredygtig udvikling.
6. Fantasirammer Brugen af fantasirammer i spejderarbejdets aktiviteter appellerer til børn og unges fantasi og kreativitet. Aktiviteterne kan dermed medvirke til, at det bliver lettere at nå et abstrakt mål som fx at ’spejderne bliver bedre til at arbejde sammen i en patrulje og til at arbejde selvstændigt’.
7. Leg for livet  I spejderarbejdet bliver legen brugt som en vej til at lære færdigheder og til at styrke fællesskabet. Legen er ofte forbundet med fysisk udfoldelse og social aktivitet, og leg giver mening for alle aldersgrupper.
8. Spejderlov og løfte  Spejderloven er oprindeligt skrevet af grundlæggeren af spejderbevægelsen, Robert Baden-Powell. Den er efterfølgende blevet tilpasset lande og spejderkorps.

## Arbejdsprogram
Spejderaktiviteterne hos KFUM-Spejdernes er baseret på et arbejdsprogram med ’spejdermærker’ inden for tre områder: Udvikling af kompetencer (’Paletten’), færdigheder (’Færdighedsmærker’) og andre aktiviteter (’Andre mærker’). Mærkerne er målrettet forskellige aldersgrupper, hvorved de er med til at sætte retning for udvikling af børn og unge frem mod voksenalderen. Mærkerne kan også medvirke til at strukturere spejderaktiviteterne – uden at der dog er en “aktivitetstjekliste” for hvert mærke. Det betyder, at det er overladt til lederne at tage stilling til, hvornår spejderne har opnået den læring og det formål, der er beskrevet for et givent mærke.
- Paletten Arbejdet med Paletten understøtter udviklingen af de yngste til de ældste spejdere i forhold til verdensspejderbevægelsens grundidé. Arbejdet med ’Paletten’ vedrører udvikling af kompetencer, der kan bruges i flere situationer (fx i skole og som spejder).
- Færdighedsmærker er områder, hvor spejderne arbejder med bestemte færdigheder og udvikler dem.
- Andre mærker har ingen særlige kendetegn. De er dog alle med til at understøtter KFUM-Spejdernes arbejde og finder sted inden for rammerne af spejdermetoden.[11]

Arbejdsprogrammet tager afsæt i Verdensspejderbevægelsens fornyede tilgang til et arbejdsprogram (på engelsk: Renewed Approach to Programme (RAP)).

## Historie
KFUM-Spejderne blev stiftet 28. september 1910 af maskinmester Jens Grane i KFUM's bygning i Gothersgade i København (KFUM-borgen). Nogle unge mænd fra gymnastikafdelingen havde i 1909 hørt om det nye spejderbegreb fra en af KFUM's sekretærer Gunner Engberg, der i London havde købt bogen Scouting For Boys. I november samme år afholdt han et foredrag i ungdomsafdelingen, som inspirerede til at arbejde videre med at etablere spejderarbejdet som en del af KFUM.
En uge efter at spejderforeningen blev stiftet bestod den af 4 patruljer med i alt 28 drenge og efter 2 uger var de tal oppe på 6 patruljer med ca. 50 drenge.
I december 1910 blev Det Danske Spejderkorps (DDS) stiftet ud fra en række spejderpatruljer, der allerede havde fungeret uden samlet ledelse siden 1909. Jens Grane var medstifter og arbejdede på at gøre KFUMs Spejderkorps til en del af DDS. Det lykkedes i 1912 hvor KFUM-Spejderne blev indlemmet i DDS som en selvstændig division. Det varede dog kort da KFUM-Spejderne i 1916 igen blev et selvstændigt korps, efter uenigheder om forpligtelsen til at forkynde det kristne budskab for spejderne.
Den første spejderlejr blev afholdt da KFUM-Spejderne var en del af Det Danske Spejderkorps i 1913 på Kalø.
I mange år var KFUM-Spejderne løst tilknyttet det civile KFUM, der blandt andet havde faste pladser i hovedbestyrelsen. Den tilknytning ophørte formelt i 1969, hvor den sidste af KFUM's bestyrelsespladser bortfaldt. Den historiske tilknytning til KFUM er fortsat bevaret i korpsets navn, den trekantede kontur af korpsets logo og i korpsets forkyndende arbejde.
Korpset bestod oprindeligt udelukkende af drenge, men i 1972 blev de første enheder med både piger og drenge godkendt. Siden blev der i flere grupper indledt et tæt samarbejde med KFUK-Spejderne. I 1982 takkede KFUK-Spejderne officielt nej til en sammenlægning og det førte samme år til at KFUM-Spejderne officielt tillod blandede enheder og grupper. Både piger og drenge er organiseret i verdensorganisationen WOSM.

## Organisation
KFUM-Spejderne bliver ledet af en frivillig hovedbestyrelse og bliver i det daglige støttet af en ansat stab af administrativt personale og konsulenter.
KFUM-Spejderne omfatter en række lokale grupper, der er samlet i distrikter, hvis opgaver blandt andet omfatter at lave arrangementer for grupperne i området.
KFUM-Spejdernes øverste myndighed er det årlige landsmøde. Her har delegerede fra landets grupper og distrikter stemmeret. På landsmødet vælger de delegerede en hovedbestyrelse, der skal sætte retningen for KFUM-Spejdernes arbejde og træffe beslutninger frem til næste landsmøde. Hovedbestyrelsen sammensætter en række styregrupper, der hjælper med dette arbejde.
KFUM-Spejderne i Danmark ejer og driver Houens Odde Spejdercenter ved Kolding  og Spejdercenter CPH i København .

## Gruppernes enheder
KFUM-Spejderne har flere end 400 grupper spredt over hele landet. Gruppen er den suveræne enhed, mens alle øvrige instanser som fx distrikt og korps er serviceorgan for grupperne. Grupperne varierer i størrelse fra små grupper med under 20 medlemmer op til de største grupper med ca. 200 medlemmer. En spejdergruppe består af en eller flere af følgende enheder, som det fremgår af nedenstående oversigt.
| Enheder i KFUM-Spejderne i Danmark fordelt på enhedens navn og alder/klassetrin. | Enheder i KFUM-Spejderne i Danmark fordelt på enhedens navn og alder/klassetrin. | Enheder i KFUM-Spejderne i Danmark fordelt på enhedens navn og alder/klassetrin. |
| -------------------------------------------------------------------------------- | -------------------------------------------------------------------------------- | -------------------------------------------------------------------------------- |
| Enhedens navn                                                                    | Alder/klassetrin                                                                 | Kilde                                                                            |
| Familiespejder                                                                   | 3-6 år                                                                           | [ 16 ]                                                                           |
| Bæverflok                                                                        | 0.-1. klasse                                                                     | [ 17 ]                                                                           |
| Ulveflok                                                                         | 2.-3. klasse                                                                     | [ 18 ]                                                                           |
| Juniortrop                                                                       | 4.-5. klasse                                                                     | [ 19 ]                                                                           |
| Spejdertrop                                                                      | 6.-8. klasse                                                                     | [ 20 ]                                                                           |
| Seniortrop                                                                       | 9. klasse - 16 år                                                                | [ 21 ]                                                                           |
| Roverklan                                                                        | 17 år og ældre                                                                   | [ 22 ]                                                                           |

## Distrikter
KFUM-Spejdernes distrikter er regionale samlinger af spejdergrupper – typisk 15-20 grupper. Distriktet et serviceorgan for dets grupper. Det skal hjælpe grupperne med at lave det bedste spejderarbejde for børn og unge. Det gør det i samarbejde med korpsets ansatte udviklingskonsulenter.
KFUM-Spejderne har siden 2013 været inddelt i 35 distrikter fordelt på:
- 23 distrikter i Jylland (distrikterne Aalborg, Aggersborg, Djursland, Gudenå, Guldhorn, Hardsyssel, Ho Bugt, Hærulf, Hærvejen, Kongeå, Lovring, Lundenæs Len, Lyngens, Marselis, Midtjyske, Munkebjerg, Nordøstjyske, Nydam, Skamling, Thy, Vest-Limfjord, Vest-Vendsyssel, Østvendsyssel)

- otte distrikter på Sjælland (distrikterne Ermelunden, Hafnia, Hjorte, Odsherred, Ole Rømer, Sct. Georg, Suså og Valdemar)

- to distrikter på Fyn (distrikterne Danehof og Fionia)

- et distrikt, der omfatter Lolland, Falster og Møn (Lindorm Distrikt)

- et bornholmsk distrikt (Bornholms Distrikt).[24]

## Lov, løfte og valgsprog
Hos KFUM-spejderne har spejdere, ulve, bævere og familiespejdere hver deres lov og løfte. Herudover har spejderne og ulvene også hver sit valgsprog.
Spejderloven er et ideal, som alle spejderne bør leve efter, så godt spejderen nu engang kan. Når løftet er afgivet, går man ikke til spejder, man er spejder.

## Spejderlov, -løfte og valgsprog

### Spejderloven
’En spejder:
- Lytter til Guds ord
- er hjælpsom
- respekterer andre
- værner naturen
- er til at stole på
- tager medansvar
- finder sin egen mening’

### Spejderløftet
’Jeg lover at gøre mit bedste for at lytte til Guds ord, holde Spejderloven og hver dag gøre noget for at glæde andre.’

### Spejdervalgsproget
’Vær beredt!’

## Ulvelov, -løfte og valgsprog

### Ulveloven
1. ’En ulv adlyder den gamle ulv.
2. En ulv giver aldrig tabt.’

### Ulveløftet
’Jeg lover at gøre mit bedste for at lytte til Guds ord, holde Ulveloven og hver dag gøre noget for at glæde andre.’

### Ulvevalgsproget
’Gør dit bedste!’

## Bæverlov og -løfte

### Bæverloven
- 'Bævere leger sammen.
- Bævere arbejder sammen.
- Bævere holder sammen.’

### Bæverløftet
’Jeg lover at gøre mit bedste for at lytte til Guds ord, holde Bæverloven og være en god ven.’

## Familiespejderlov og -løfte

### Familiespejderloven
’Familiespejdere leger og lærer med familien.’

### Familiespejderløftet
’Jeg lover at gøre mit bedste, for at lære om Gud, holde Familiespejderloven og hver dag hjælpe til i min familie.’

## Korpslejre
KFUM-Spejderne har som udgangspunkt afholdt korpslejr hvert femte år. Der blev dog ikke afholdt korpslejr under 2. verdenskrig. KFUM-Spejdernes første korpslejr blev afholdt i 1916 i Bramsnæs Vig med 126 deltagere. Den seneste korpslejr blev afholdt i Skive i 2010 under navnet SEE 20:10 (Scout Explorer Event 2010) med 16.000 deltagere. Efterfølgende har KFUM-Spejderne deltaget i den fælleskorpslige 'Spejdernes Lejr'.
Nedenfor ses en liste over afholdte korpslejre (1916-2010) fordelt på årstal, sted og antal deltagere. Det ses, at korpslejrene hver gang har været placeret et nyt sted – bortset fra de to gange, hvor korpslejren blev afholdt i Sønderborg – i 1946 og 1996.
| KFUM-Spejdernes korpslejre fordelt på årstal, sted, antal deltagere (oftest angivet som afrundede tal).                                      | KFUM-Spejdernes korpslejre fordelt på årstal, sted, antal deltagere (oftest angivet som afrundede tal). | KFUM-Spejdernes korpslejre fordelt på årstal, sted, antal deltagere (oftest angivet som afrundede tal). | KFUM-Spejdernes korpslejre fordelt på årstal, sted, antal deltagere (oftest angivet som afrundede tal). |
| Årstal | Sted | Antal deltagere                                                                                         | Bemærkninger                                                                                            |
| --- | --- | --- | --- |
| 1916 | Bramsnæs Vig                                                                                            | 126 | |
| 1920 | Skamling                                                                                                | 1.000                                                                                                   | |
| 1925 | Trelde Næs                                                                                              | 2.200                                                                                                   | |
| 1930 | Fænø | 2.379                                                                                                   | |
| 1935 | Hjortekær                                                                                               | 2.900                                                                                                   | |
| 1946 | Sønderborg                                                                                              | 10.100                                                                                                  | Lejren kunne ikke afholdes i 1945 pga. krigsafslutningen                                                |
| 1950 | Fredericia                                                                                              | 7.000                                                                                                   | |
| 1955 | Bornholm                                                                                                | 7.500                                                                                                   | |
| 1960 | Moesgård Strand                                                                                         | 8.000                                                                                                   | |
| 1965 | Trelleborg                                                                                              | 9.300                                                                                                   | |
| 1970 | Holstebro                                                                                               | 7.000                                                                                                   | |
| 1976 | Møllelejren ved Varde                                                                                   | 8.400                                                                                                   | Lejren blev udskudt et år pga. Verdensjamboree i Norge i 1975                                           |
| 1980 | Langeskov                                                                                               | 13.400                                                                                                  | |
| 1985 | Frederikshavn                                                                                           | 16.400                                                                                                  | |
| 1990 | Holbæk                                                                                                  | 20.700                                                                                                  | |
| 1996 | Sønderborg                                                                                              | 20.000                                                                                                  | Lejren blev udskudt et år pga. Verdensjamboree i Holland i 1995                                         |
| 2000 | Randers                                                                                                 | 16.500                                                                                                  | |
| 2005 | Guldborgsund                                                                                            | 15.000                                                                                                  | |
| 2010 | Skive                                                                                                   | 16.000                                                                                                  | |
| Note: Den planlagte korpslejr i 1940 ved Snoghøj blev aflyst pga. besættelsen af Danmark. Reference: KFUM-Spejdernes korpslejre (1916-2010). | | | |

## Spejdernes Lejr
Spejdernes Lejr er en tilbagevendende lejr, der afholdes med 4-5 års mellemrum. Den arrangeres af foreningen ’Spejderne’.
Spejdernes Lejr har indtil videre været afholdt tre gange. Den første Spejdernes Lejr blev afholdt i 2012 ved Holstebro. Næste gang bliver den afholdt i Hedeland Naturpark i sommeren 2026.
Nedenfor ses en liste over Spejdernes Lejre (2012 og frem) fordelt på årstal, sted og antal deltagere. Det ses, at Spejdernes Lejr for anden gang skal afholdes i Hedeland Naturpark.
| Spejdernes Lejre fordelt på årstal, sted, antal deltagere (oftest angivet som afrundede tal). | Spejdernes Lejre fordelt på årstal, sted, antal deltagere (oftest angivet som afrundede tal). | Spejdernes Lejre fordelt på årstal, sted, antal deltagere (oftest angivet som afrundede tal). | Spejdernes Lejre fordelt på årstal, sted, antal deltagere (oftest angivet som afrundede tal). | Spejdernes Lejre fordelt på årstal, sted, antal deltagere (oftest angivet som afrundede tal). |
| Årstal                                                                                        | Sted                                                                                          | Antal deltagere                                                                               | Bemærkninger                                                                                  | Referencer                                                                                    |
| --------------------------------------------------------------------------------------------- | --------------------------------------------------------------------------------------------- | --------------------------------------------------------------------------------------------- | --------------------------------------------------------------------------------------------- | --------------------------------------------------------------------------------------------- |
| 2012                                                                                          | Spejdernes Lejr 2012 ved Holstebro                                                            | 37.334                                                                                        | Deltagere fra 40 lande                                                                        | [ 29 ]                                                                                        |
| 2017                                                                                          | Spejdernes Lejr 2017 ved Sønderborg                                                           | 37.000                                                                                        |                                                                                               | [ 30 ]                                                                                        |
| 2022                                                                                          | Spejdernes Lejr 2022 i Hedeland Naturpark (Sjælland)                                          | 32.000                                                                                        |                                                                                               | [ 31 ]                                                                                        |
| 2026                                                                                          | Spejdernes Lejr 2026 i Hedeland Naturpark                                                     |                                                                                               | Lejren er fremrykket et år pga. Verdensjamboree i Polen i 2027                                | [ 28 ]                                                                                        |

## Eksternt link
- Officiel hjemmeside
- Spejdernes Lejr